# Моррисон, Джоэл
Джоэл Моррисон (Joel Morrison, 1976, Сиэтл) — современный американский художник.

## Биография
Джоэл Моррисон родился в Сиэтле в 1976, получил степень бакалавра по английской литературе в Центральном вашингтонском университете, степень магистра по скульптуре в университете Клермонта.

## Творчество
Моррисон создает скульптуру, используя найденные и повседневные объекты, чтобы создавать уникальное и острое чувство напряженности поверхности скульптур. Он демонстрирует свои технические возможности, манипулируя выбранными объектами, которые включают бутылки с водой, витамины, лампочки, виноград, латексные перчатки, пули и хот доги, в работах, которые варьируются от игр с греческой скульптурой до гротескных аморфных форм.
Ассамбляжи Моррисона напоминают работы от Христо и Джеффа Кунса до формальных инноваций модернистских скульпторов, включая Константина Бранкузи и Генри Мура.
Выполненные в блестящем стекловолокне и полированной нержавеющей стали повседневные объекты выпирают из собственной формы, создавая ландшафт неестественных пиков и выступов, напоминая жидкие органические формы. В других работах объекты становятся более открытыми, обнажая внутреннюю структуру.
Моррисон начинал с таких объектов, как пластиковые бутылки, которые он покрывал слоями ленты и пены, погружал затем в нержавеющую сталь и стеклопластик, преобразуя эти временные материалы в постоянные структуры.